# Мосиха
Мосиха — река в Новосибирской области России. Исток реки находится юго-западнее села Быково Новосибирского района. Устье реки находится в 25 км от устья по левому берегу реки Иня. Длина реки составляет 15 км.
На Мосихе создано водохранилище — место летнего отдыха и рыбалки, рядом находится село Быково. В Мосиху впадает река Ноздриха.

## Данные водного реестра
По данным государственного водного реестра России относится к Верхнеобскому бассейновому округу, водохозяйственный участок реки — Иня, речной подбассейн реки — бассейны притоков (Верхней) Оби до впадения Томи. Речной бассейн реки — (Верхняя) Обь до впадения Иртыша.